# Палата судебных установлений
Палата судебных установлений — здание в городе Новочеркасске Ростовской области. Построено в 1909 году по проекту архитектора А. Н. Бекетова. 
Адрес: г. Новочеркасск, Платовский проспект, дом 72.

## История
Здание, построенное в 1909 году для Палаты судебных установлений, находится в городе Новочеркасске на  Платовском проспекте, 72.  Здание построено в стиле модерн по проекту архитектора, художника-пейзажиста, академика архитектуры, профессора Санкт-Петербургской Императорской Академии художеств Алексея Николаевича Бекетова.  А. Н. Бекетов построил около 60 зданий в Крыму (Симферополь, Алушта), Киеве, Ростове-на-Дону, Екатеринославе, Лубнах, Новочеркасске, Белгороде, Баку и др.
Здание Палаты судебных установлений строилось за два года. Эти годы (1907-1909) были написаны на верхней части фасада здания. По проекту было построено кирпичное здание в три с половиной этажа. Здание оштукатуренное,  двухцветной, серо-коричневой окраски. Первый этаж и его углы рустованы. Здание имеет межэтажный и венчающий карниз с длинными зубчиками. На его фасаде была надпись "Областной суд", сбитая в 1960-х годах. Здание имело два главных фасада, их парадные двери располагались под большими полуциркульными окнами, окаймленными лепным декором из листьев и цветов. В здании первоначально размещался Окружной суд и Судебная палата. В его полуподвалах находились служебные квартиры смотрителя и курьеров. Ныне там работают детские кружки Дома культуры.
После октябрьской революции в здании работал Дворец труда, потом  — Дом Красной армии и Клуб студентов. В этом клубе в 1927 году выступал поэт Владимир Маяковский.
Во время Великой Отечественной войны, в 1943 году, в здании случился пожар, после которого оно стояло без ремонта до начала 60-х годов XX века. В процессе ремонта в 1960-х годах была сделана перепланировка для размещения театра и дома культуры. На фасадах были сделаны два крыльца.
Ремонтно-восстановительные работы проводились в здании и в 2001-2002 годах. В ходе работ парадным входам вернули первоначальный вид. В настоящее время здание занимают: Донской театр драмы и комедии имени В. Ф. Комиссаржевской, Городской дом культуры, Правление Новочеркасского казачьего округа и Приемная войскового атамана.